# Лаврик, Андрей Иванович
Андре́й Ива́нович Ла́врик (бел. Андрэй Іванавіч Лаўрык; род. 7 декабря 1974, Червень, Минская область) — белорусский футболист, игравший на позициях защитника и полузащитника. В настоящее время — тренер. Выступал за национальную сборную Беларуси.

## Карьера

### Клубная
Начинал играть в ДЮСШ города Червень Минской области (первый тренер — Александр Александрович Черновец), затем перешёл в школу минского «Динамо», тренировался у Юрия Пышника и Ивана Щекина. Выступал за фарм-клуб «Динамо-93» (в 1992—1993 годах команда играла под названиями «Динамо-2» и «Беларусь»), «Динамо» из Минска, «Локомотив» Москва, «Динамо» Санкт-Петербург. С 2004 по 2007 годы играл за пермский «Амкар». В сезоне-2007 перестал попадать в основной состав, поскольку главный тренер Рашид Рахимов сделал ставку на Николу Дринчича.
24 января 2008 года на правах свободного агента перешёл в московское «Торпедо», выступавшее в Первом дивизионе. Сыграв в 5 матчах первенства 2008 года, 29 апреля 2008 года покинул команду в связи с досрочным расторжением трудового договора. В июле 2008 года заключил полугодовой контракт с чемпионом Казахстана «Актобе». В январе 2009 года продлил контракт на год — до 2010 года. В марте 2010 года подписал контракт с «Балтикой», но, в связи с тем вскоре в клубе взяли курс на омоложение состава, футболист перешёл в белорусский клуб высшей лиги «Торпедо» из Жодино уже в августе, где и завершил карьеру, доиграв сезон.

### Тренерская
С 2011 года Лаврик работал в качестве тренера-ассистента Сергея Гуренко в «Торпедо-БелАЗ», получил тренерскую категорию «В». В феврале 2014 года возглавил минский «Партизан». В сентябре 2014 года покинул клуб в связи со снятием клуба с соревнований во второй лиге из-за банкротства.
С 2017 по 2018 год Лаврик работал спортивным директором в минском «Динамо», но покинул клуб из-за конфликта с главным тренером Сергеем Гуренко. Осенью 2018 года стал тренером-селекционером брестского «Динамо». Летом 2020 года стал спортивным директором минского «Динамо».

### В сборной
Провёл 37 матчей за сборную Беларуси, забил один гол (в ворота сборной Польши).

## Достижения
«Беларусь»/«Динамо-93»
- Обладатель Кубка Беларуси по футболу: 1994/95[12][13]
- Серебряный призёр чемпионата Беларуси: 1993/94
- Бронзовый призёр чемпионата Беларуси: 1992/93, 1994/95, 1995

«Динамо» (Минск)
- Чемпион Беларуси: 1997
- Серебряный призёр чемпионата Беларуси: 1996

«Локомотив» (Москва)
- Обладатель Кубка России: 1999/2000, 2000/01
- Серебряный призёр чемпионата России: 1999, 2000, 2001
- Бронзовый призёр чемпионата России: 1998
- Финалист Кубка России: 1997/98

«Амкар»
- Третий Лучший футболист Пермского края: 2006

«Актобе»
- Чемпион Казахстана: 2008, 2009
- Обладатель Кубка Казахстана: 2008

Личные
- Лучший футболист Беларуси 1997 года